# Кім Лабушаньє
Кім Лабушаньє (англ. Kim Labuschagne; нар. 11 вересня 1967) — колишня південноафриканська тенісистка.
Найвищу одиночну позицію світового рейтингу — 187 місце досягла 1 лютого 1988, парну — 167 місце — 21 грудня 1987 року.
Здобула 2 одиночні та 1 парний титул.

## Фінали ITF

### Одиночний розряд: 4 (2–2)
| Результат | Ранг | Дата           | Турнір                             | Покриття | Суперниця       | Рахунок       |
| --------- | ---- | -------------- | ---------------------------------- | -------- | --------------- | ------------- |
| Перемога  | 1.   | 7 червня 1987  | Бока-Ратон, США                    | Ґрунт    | Ліз Грегорі     | 4–6, 6–3, 6–3 |
| Поразка   | 1.   | 17 червня 1990 | Ларго (Флорида), США               | Ґрунт    | Ніколь Арендт   | 2–6, 1–6      |
| Поразка   | 2.   | 22 липня 1990  | Грінсборо (Північна Кароліна), США | Ґрунт    | Керолайн Кулмен | 4–6, 1–6      |
| Перемога  | 2.   | 12 серпня 1990 | Лебанон (Нью-Джерсі), США          | Тверде   | Окада Сіхо      | 6–0, 6–3      |

### Парний розряд: 3 (1–2)
| Результат | Ранг | Дата           | Турнір          | Покриття | Партнерка   | Суперниці                        | Рахунок  |
| --------- | ---- | -------------- | --------------- | -------- | ----------- | -------------------------------- | -------- |
| Поразка   | 1.   | 11 червня 1989 | Делрей-Біч, США | Тверде   | Одра Келлер | Кеті Фоксворт Теммі Віттінгтон   | 2–6, 3–6 |
| Перемога  | 1.   | 25 червня 1989 | Огаста, США     | Ґрунт    | Одра Келлер | Шеннен Маккарті Лакшмі Порурі    | 6–4, 6–4 |
| Поразка   | 2.   | 23 липня 1989  | Феєтвілл, США   | Тверде   | Одра Келлер | Енн-Марі Волсон Теммі Віттінгтон | 6–7, 1–6 |